# Арбітраж (економіка)
Арбітраж (англ. arbitrage) — це одночасна купівля та продаж одного і того ж активу на різних ринках з метою отримання прибутку від невеликих відмінностей у зареєстрованій ціні активу. Він використовує короткочасні коливання цін на ідентичні або подібні фінансові інструменти на різних ринках або в різних формах.

## Етимологія
Арбітраж можна використовувати, коли будь-які акції, товар або валюта можуть бути придбані на одному ринку за заданою ціною і одночасно продані на іншому ринку за вищою ціною. Ситуація створює можливість безризикового прибутку для трейдера.
Арбітраж забезпечує механізм, який гарантує, що ціни не відрізняються суттєво від справедливої вартості протягом тривалого періоду часу. З розвитком технологій стало надзвичайно важко отримати прибуток від цінових помилок на ринку. Багато трейдерів мають комп’ютеризовані торгові системи, налаштовані для моніторингу коливань подібних фінансових інструментів. На будь-які неефективні ціноутворення зазвичай діють швидко, і можливість усувається, часто за лічені секунди.

## Сутність
Арбітраж — це торгівля, яка використовує крихітні відмінності в ціні між ідентичними активами на двох або більше ринках. Арбітражний трейдер купує актив на одному ринку і продає його на іншому ринку в той же час, щоб забрати різницю між двома цінами. Існують і складніші варіанти цього сценарію, але всі вони залежать від виявлення ринкової «неефективності».
Арбітражники, як називають арбітражних трейдерів, зазвичай працюють від імені великих фінансових установ. Зазвичай це передбачає торгівлю значною кількістю грошей, а можливості, які він пропонує, за долі секунди можна визначити та використати лише за допомогою дуже складного програмного забезпечення.

## Види арбітражу
1. Чистий арбітраж
Чистий арбітраж відноситься до наведеної вище інвестиційної стратегії, за якої інвестор одночасно купує та продає цінний папір на різних ринках, щоб скористатися різницею в ціні. Таким чином, терміни «арбітраж» і «чистий арбітраж» часто використовуються як взаємозамінні.
Багато інвестицій можна купити та продати на кількох ринках. Наприклад, велика транснаціональна компанія може розміщувати свої акції на кількох біржах, таких як Нью-Йоркська фондова біржа (NYSE) і Лондонська фондова біржа. Щоразу, коли актив торгується на кількох ринках, можливо, ціни тимчасово не синхронізуються. Саме тоді, коли існує така різниця в ціні, стає можливим чистий арбітраж.
Чистий арбітраж також можливий у випадках, коли курси іноземної валюти призводять до розбіжностей у цінах, хоча б незначних. Зрештою, чистий арбітраж — це стратегія, в якій інвестор користується перевагами неефективності ринку.
Оскільки технології вдосконалюються, а торгівля все більше оцифровується, стає все важче скористатися перевагами цих сценаріїв, оскільки помилки ціноутворення тепер можна швидко ідентифікувати та усунути. Це означає, що потенціал чистого арбітражу став рідкісним явищем.
2. Арбітраж злиття
Арбітраж злиття – це тип арбітражу, пов’язаний із об’єднаннями організацій, наприклад двох публічних компаній.
Взагалі кажучи, злиття складається з двох сторін: компанії-поглинача та її цілі. Якщо цільова компанія є публічною юридичною особою, то компанія-покупець повинна придбати частку цієї компанії в обігу. У більшості випадків це надбавка до того, за що акції торгуються на момент оголошення, що призводить до прибутку для акціонерів. Коли угода стає публічною, трейдери, які бажають отримати прибуток від угоди, купують акції цільової компанії, наближаючи її до оголошеної ціни угоди.
Ціна цільової компанії рідко збігається з ціною угоди, однак вона часто торгується з невеликою знижкою. Це пов’язано з ризиком того, що угода може зірватися або зірватися. Угоди можуть бути невдалими з кількох причин, включаючи зміну ринкових умов або відмову від угоди регулюючими органами, такими як Федеральна торгова комісія (FTC) або Міністерство юстиції (DOJ).
У своїй найпростішій формі арбітраж злиття передбачає, що інвестор купує акції цільової компанії за її зниженою ціною, а потім отримує прибуток після завершення угоди. Проте існують й інші форми арбітражу щодо злиття. Інвестор, який вважає, що угода може провалитися або провалитися, наприклад, може вибрати коротку позицію акцій цільової компанії.
3. Конвертований арбітраж
Конвертований арбітраж – це форма арбітражу, пов’язана з конвертованими облігаціями, які також називають конвертованими нотами або конвертованим боргом.
Конвертована облігація по суті, як і будь-яка інша облігація: це форма корпоративного боргу, яка дає власнику облігації відсотки. Основна відмінність конвертованої облігації від традиційної облігації полягає в тому, що з конвертованою облігацією власник облігації має можливість конвертувати її в акції базової компанії пізніше, часто за зниженою ставкою. Компанії випускають конвертовані облігації, оскільки це дозволяє їм пропонувати нижчі процентні платежі.
Інвестори, які займаються конвертованим арбітражем, прагнуть скористатися різницею між ціною конвертації облігації та поточною ціною акцій базової компанії. Зазвичай це досягається шляхом одночасного розміщення позицій — довгих і коротких — у конвертованих банкнотах та базових акціях компанії.
Які позиції займає інвестор і співвідношення купівлі та продажу залежать від того, чи вважає інвестор справедливу ціну на облігацію. У тих випадках, коли облігація вважається дешевою, вони зазвичай займають коротку позицію на акції і довгу позицію за облігаціями. З іншого боку, якщо інвестор вважає, що ціна облігації завищена або багата, він може зайняти довгу позицію за акціями і коротку позицію по облігації.

## Необхідні торгові умови
Арбітраж може статися, якщо дотримані такі умови:
- Дисбаланс цін на активи: це основна умова арбітражу. Дисбаланс цін може мати різні форми:
  1. На різних ринках один і той самий актив продається за різними цінами.
  2. Активи зі схожими грошовими потоками торгуються за різними цінами.
  3. Актив з відомою майбутньою ціною, який зараз торгується за ціною, відмінною від очікуваної вартості майбутніх грошових потоків.
- Одночасне виконання торгів: купівля-продаж ідентичних або еквівалентних активів повинна здійснюватися одночасно, щоб врахувати різницю в цінах. Якщо операції не виконуються одночасно, торгівля буде піддаватися значним ризикам.

## Торгівля з арбітражем
Незважаючи на те, що це проста стратегія, дуже небагато інвестиційних фондів, якщо такі є, покладаються виключно на таку стратегію. Цей факт можна пояснити труднощами, пов’язаними з використанням звичайної короткочасної ситуації. З появою електронної торгівлі, яка може виконувати торгові накази за частки секунди, різниця в невірних цінах активів виникає протягом незначної кількості часу. У цьому сенсі покращення швидкості торгівлі підвищило ефективність ринків. 
Крім того, рівні активи з різними цінами зазвичай демонструють невелику різницю в ціні, меншу, ніж витрати на транзакцію в арбітражній торгівлі. Це фактично зводить нанівець можливість арбітражу. 
Арбітраж, як правило, використовується великими фінансовими установами, оскільки він вимагає значних ресурсів для визначення можливостей і виконання угод. Вони часто виконуються з використанням складних фінансових інструментів, таких як похідні контракти та інші форми синтетичних інструментів, для пошуку еквівалентних активів. Торгівля похідними інструментами часто включає маржинальну торгівлю та велику суму готівки, необхідну для виконання торгів. 
Картини є альтернативними активами з суб'єктивною вартістю і, як правило, створюють арбітражні можливості. Наприклад, картини одного художника можуть продаватися дешево в одній країні, але в іншій культурі, де їхній стиль живопису цінується більше, продаються значно дорожче. Продавець мистецтва міг би арбітражувати, купуючи картини там, де вони дешевші, і продаючи їх у країні, де вони приносять вищу ціну.